# Ryan, Oklahoma
Ryan är en ort (town) i Jefferson County i delstaten Oklahoma i USA. Orten hade 667 invånare, på en yta av 2,44 km² (2020). Chuck Norris är född i Ryan.